# Ignacio Aldecoa
Ignacio Aldecoa, né le 24 juillet 1925 à Vitoria-Gasteiz et mort le 15 novembre 1969  à Madrid, est un écrivain basque espagnol. Il a été marié à l'écrivaine Josefina Aldecoa et est le neveu du peintre Adrián Aldecoa (es).

## Biographie
Il est né dans une famille bourgeoise. Il a fait ses études secondaires au Santa Maria College (Marianistes) de Vitoria-Gasteiz. Il y a souvent montré son esprit rebelle, tel que décrit dans la nouvelle Aldecoa se burla. En 1942, il entreprend des études de philosophie et lettres à l'Université de Salamanque, où il se distingue pour son manque d'application, ses absences fréquentes et sa vie dissipée.  Il réussit cependant, et poursuit ses études en 1945 à Madrid, où il s'installe dans un hôtel pas cher près du Café Gijón.
Il y rencontre Jesus Fernandez Santos, Rafael Sanchez Ferlosio, José María de Quinto et Alfonso Sastre, entre autres, et Josefina Rodriguez, enseignante (dont la pédagogie est proche de l'Institution libre d'enseignement) et écrivaine, désormais connu sous le nom Josefina Aldecoa, avec laquelle il se marie en 1952. Ce groupe a cherché à écouler ses  productions anti-gouvernementales dans les publications de SEU (Sindicato Español Universitario), un syndicat franquiste d’étudiants qui était à l’époque obligatoire ;  les premiers récits d’Aldecoa sont publiés dans des magazines comme La Hora, Juventud et Haz y Alcalà. Ses contemporains ont souligné la vitalité comme le trait le plus remarquable de son caractère, une vitalité qui cachait certaines tendances auto-destructrices.

## Œuvre
Ses premiers livres furent des recueils de poésie : Todavia la vida, en 1947, et Libro de las algas, en 1949. Il a remporté le Prix de la revue Juventud pour le conte Seguir de pobres en 1953. Son premier roman, intitulé El fulgor y la sangre, a été publié en 1954 et a été finaliste pour le prix Planeta. En 1955, il fréquente les salons d'étudiants rebelles au régime franquiste et a participé à la création de la Revista Española, lancée par Antonio Rodriguez Monino, qui avait été expulsé de sa chaire pour ses sympathies républicaines et avait trouvé refuge dans la maison d’édition Castalia, qui a édité la revue.
Presque tous les écrivains importants de la « génération du demi-siècle », les habitués des réunions organisées au Café Lyon par Rodriguez Monino, Sastre et Ferlosio, entre autres, étaient avec lui dans le comité de rédaction. C’est là qu’ils découvrent l'esthétique littéraire du néo-réalisme de Cesare Zavattini, et du  nouveau journalisme de Truman Capote, ainsi que le récit d’Hemingway, John Dos Passos et Pío Baroja, et le nouveau roman, le moyen approprié pour l'expression de leur révolte existentielle et sociale.
Il meurt prématurément en 1969, victime d'un ulcère hémorragique qu'il ne s’était pas soucié de soigner.
Son œuvre fait partie du courant néo-réaliste, qui a commencé en Espagne dans les années 1950, et décrit le monde des défavorisés et des sans-abri. Considéré comme l'un des meilleurs conteurs du XXe siècle espagnol, il est l'auteur de recueils de nouvelles Espera de tercera clase, Visperas del silencio et El corazon y otros frutos amargos.
Il a adapté le réalisme anglo-saxon à la littérature espagnole, de sorte que ses histoires ont la saveur d'une expérience réellement sentie et vécue, grâce à son don aigu d’observateur des hommes, qui fait souvent défaut aux autres conteurs de sa génération. Presque toujours, il raconte la vie quotidienne des gens humbles avec une énorme tendresse, faisant que le contenu social se déduit aisément de sa vision humaine des choses.

### Quelques romans
- El fulgor y la sangre, roman monté sur une ellipse, qui établit le genre littéraire connu sous le nom roman social, qui décrit l’attente de femmes de gardes civils cloîtrées dans les casernes de leurs maris, sachant que l'un d'eux est mort, sans savoir lequel.
- Gran Sol, Prix de la critique en 1958, sur la vie des pêcheurs en haute mer, écrit selon la technique du « protagoniste collectif » et « de la temporalité simultanée ».
- Con el viento solano, comme une seconde partie de El Fulgor y la sangre, dans lequel il expose le point de vue du tsigane Sebastián Vázquez, qui a tué le garde civil, Francisco Santos, sa vie en proie à la même crainte que celle qui a frappé les femmes de gardes civils du roman précédent, et sa fuite de six jours au cours de laquelle il rencontre pour la première fois la solidarité de ceux qu’il rencontre sur son itinéraire.
- Los pozos, Caballo de pica, Cuaderno de godo sont des recueils de nouvelles.
- Parte de una historia est son dernier roman, avec pour la première fois un héros d’origine bourgeoise, alter ego de l'auteur, qui passe du temps sur une île, s'adapte bien à la vie des pêcheurs, et sert de témoin aux perturbations qu’entraînent sur l’ile un groupe de touristes étrangers. C’est comme une métaphore de la souffrance de la société espagnole de ce temps-là.
- Il a également signé quatre scénarios : Gayarre, Young Sanchez, Con el viento solano, et Los pajaros de Baden-Baden.

### Livres publiés en français
- Gran Sole paru en 1989 chez Jacqueline Chambon, dans la collection Espagnole (titre original Gran sole)
- Le naufrage attendu paru en 1997 chez Jacqueline Chambon dans la collection Metro (titre original Parte du una historia)
- Entre le ciel et la terre paru en 2009 aux éditions Autrement dans la collection Littérature